# Richard Chinapoo
Richard Chinapoo (San Juan; 18 de enero de 1957) es un excentrocampista de fútbol de Trinidad y Tobago que tuvo una extensa carrera, principalmente en los Estados Unidos.
Fue incluido en el Salón de la Fama del Atlético Universitario de Long Island en 2001.

## Trayectoria
Asistió por primera vez a la universidad en Trinity College en su país, pero antes juega para dos clubes, Malvern United y San Juan Jabloteh. En 1978 ingresó a la Universidad de Long Island en Estados Unidos.
Además de sus estudios, jugó en el equipo de fútbol (Blackbirds) de 1978 a 1981, obteniendo el reconocimiento del segundo equipo All-American en 1978, 1979 y 1980. Terminó sus cuatro temporadas con los Blackbirds con cincuenta y cinco goles en su carrera.
El 16 de marzo de 1982, firmó un contrato de un año con el New York Cosmos de la North American Soccer League. Se unió en 1983 al Baltimore Blast de la Major Indoor Soccer League.
El 8 de septiembre de 1988, firmó como agente libre con los Dallas Sidekicks. Pasó dos temporadas con los Sidekicks antes de regresar a Baltimore el 6 de agosto de 1990.
El 15 de octubre de 1991, firmó como agente libre con los Sidekicks. En 1992 dejó Dallas y firmó con el Harrisburg Heat de National Profesional Soccer League, donde permanecería en Harrisburg por el resto de su carrera y se retiraría del juego en el 2000.

## Selección nacional
Jugó cinco partidos con la selección de Trinidad y Tobago, sin marcar goles. Apareció por primera vez de manera oficial en la victoria de la clasificación para la Copa Mundial de 1982 sobre Haití el 17 de agosto de 1980.

## Clubes
| Club                     | País              | Año       |
| ------------------------ | ----------------- | --------- |
| Malvern United           | Trinidad y Tobago | 1975-1977 |
| San Juan Jabloteh        | Trinidad y Tobago | 1977-1978 |
| Long Island Blackbirds   | Estados Unidos    | 1978-1981 |
| New York Cosmos          | Estados Unidos    | 1982-1983 |
| Baltimore Blast          | Estados Unidos    | 1983-1988 |
| Dallas Sidekicks         | Estados Unidos    | 1988-1990 |
| Maryland Bays (cesión)   | Estados Unidos    | 1989      |
| Albany Capitals (cesión) | Estados Unidos    | 1990      |
| Baltimore Blast          | Estados Unidos    | 1990-1991 |
| Dallas Sidekicks         | Estados Unidos    | 1991-1992 |
| Harrisburg Heat          | Estados Unidos    | 1992-2000 |

## Palmarés

### Títulos nacionales
| Título                       | Equipo          | País              | Año     |
| ---------------------------- | --------------- | ----------------- | ------- |
| Copa de Trinidad y Tobago    | Malvern United  | Trinidad y Tobago | 1977    |
| North American Soccer League | New York Cosmos | Estados Unidos    | 1982    |
| Major Indoor Soccer League   | Baltimore Blast | Estados Unidos    | 1983-84 |